# VW Passat (NMS)
Der Volkswagen Passat (NMS) ist ein Pkw-Modell der Mittelklasse für Nordamerika, China und Südkorea, das günstiger als der europäische Passat gefertigt wurde und deshalb preiswerter angeboten werden konnte. Die Bezeichnung „NMS“ steht für New Midsize Sedan und dient nur zur Unterscheidung vom europäischen Modell, ist jedoch kein offizieller Namensbestandteil.
Da in den Vereinigten Staaten andere Konsumentenerwartungen in Bezug auf die Automobilnutzung herrschen und es beispielsweise ein Tempolimit auf Schnellstraßen gibt, beschloss Volkswagen, eine andere Version des Passat für diesen Markt zu bauen. Der niedrigere Preis wurde unter anderem durch eine einfachere Konstruktion sowie eine einfachere Verarbeitung erzielt, die insbesondere im Fond sichtbar. Beim Design der ersten Generation wurde an der C-Säule eine dem Hofmeister-Knick ähnliche Gestaltung gewählt.
Die Baureihe wurde sowohl von der US-amerikanischen Volkswagen Group of America Chattanooga Operations als auch vom chinesischen Automobilhersteller SAIC-Volkswagen gebaut. Die europäischen Passat B6, Passat B7 und Passat B8 waren in China als VW Magotan parallel zum NMS-Passat erhältlich, der Magotan wird im Gegensatz zum Passat (NMS) bei FAW-Volkswagen gebaut.

## 1. Generation (2011–2019)

### US-Version
Der Passat wurde in den Vereinigten Staaten von 2011 bis 2019 angeboten. Der Einstiegspreis des in Chattanooga, Tennessee produzierten Modells lag 2012 bei 20.845 US-Dollar (etwa 16.300 Euro netto) und damit deutlich unter dem Preis des europäischen Modells, das es ab 24.775 Euro (20.819 Euro netto) zu kaufen gibt.
Die Motorenpalette umfasste anfänglich einen 2,0-Liter-Turbodiesel mit Direkteinspritzung und 103 kW (140 PS), einen 2,5-Liter-Ottomotor mit fünf Zylindern und 125 kW (170 PS) sowie einen VR6-Ottomotor mit 3,6 Litern Hubraum und 206 kW (280 PS). Während des Modelljahrs 2014 wurde der 2,5-Liter-Motor durch einen turbogeladenen Ottomotor mit 1,8 Litern Hubraum und ebenfalls 125 kW (170 PS), aber leicht höherem Drehmoment, ersetzt.
Im September 2015 stellte Volkswagen eine Überarbeitung der US-Version vor. Diese brachte unter anderem ein stärker an der europäischen Variante orientiertes Aussehen und verschiedene Modernisierungen. Im Zuge des VW-Abgasskandals entfiel dabei der Dieselmotor.

### China-Version
In China wurde der Passat ab 2011 im Werk in Nanjing für den chinesischen und den südkoreanischen Markt gefertigt. Als Motoren kamen 1,4-, 1,8- und 2,0-TSI-Ottomotoren sowie ein 3,0-Liter-VR6 zum Einsatz. Parallel dazu wird in China auch der europäische Passat angeboten, dieser heißt dort Magotan.

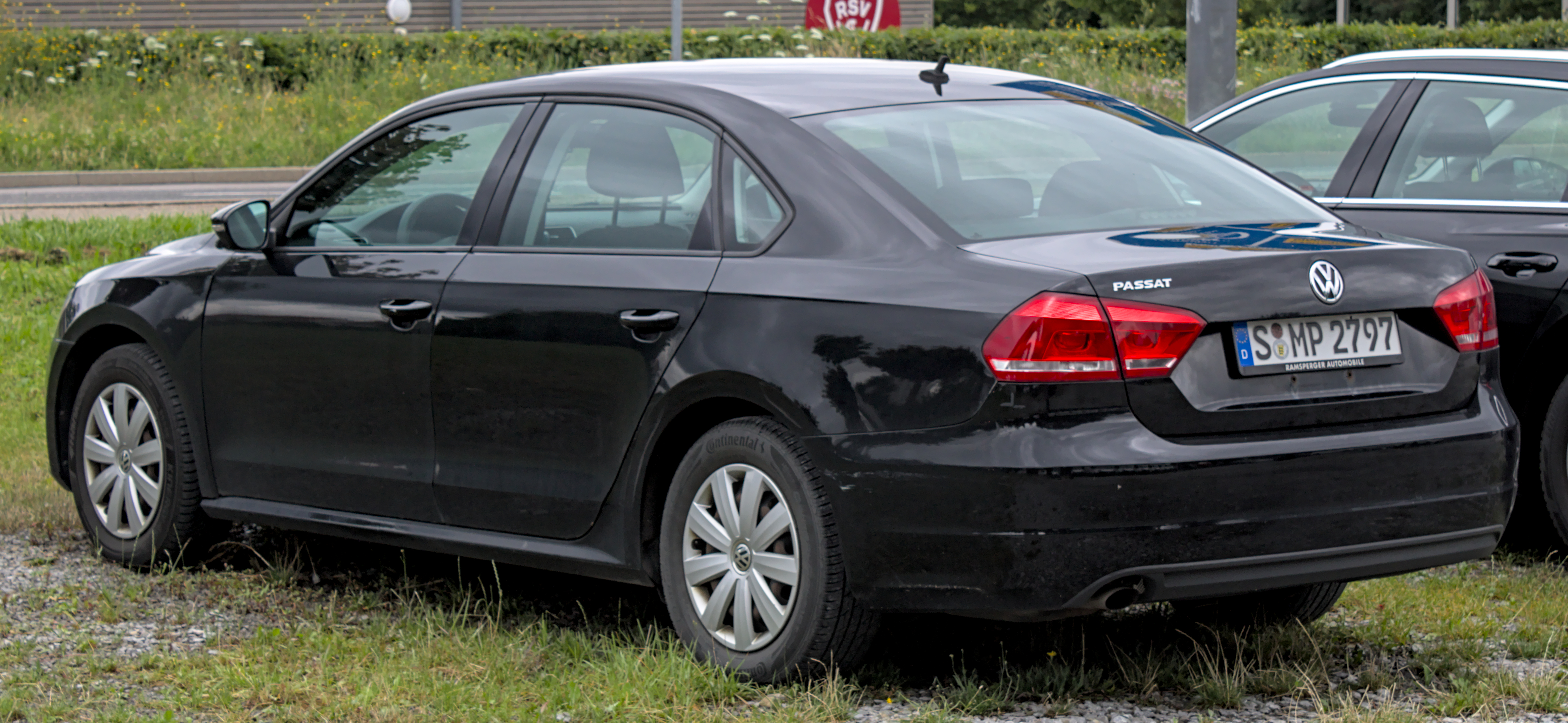
Heckansicht
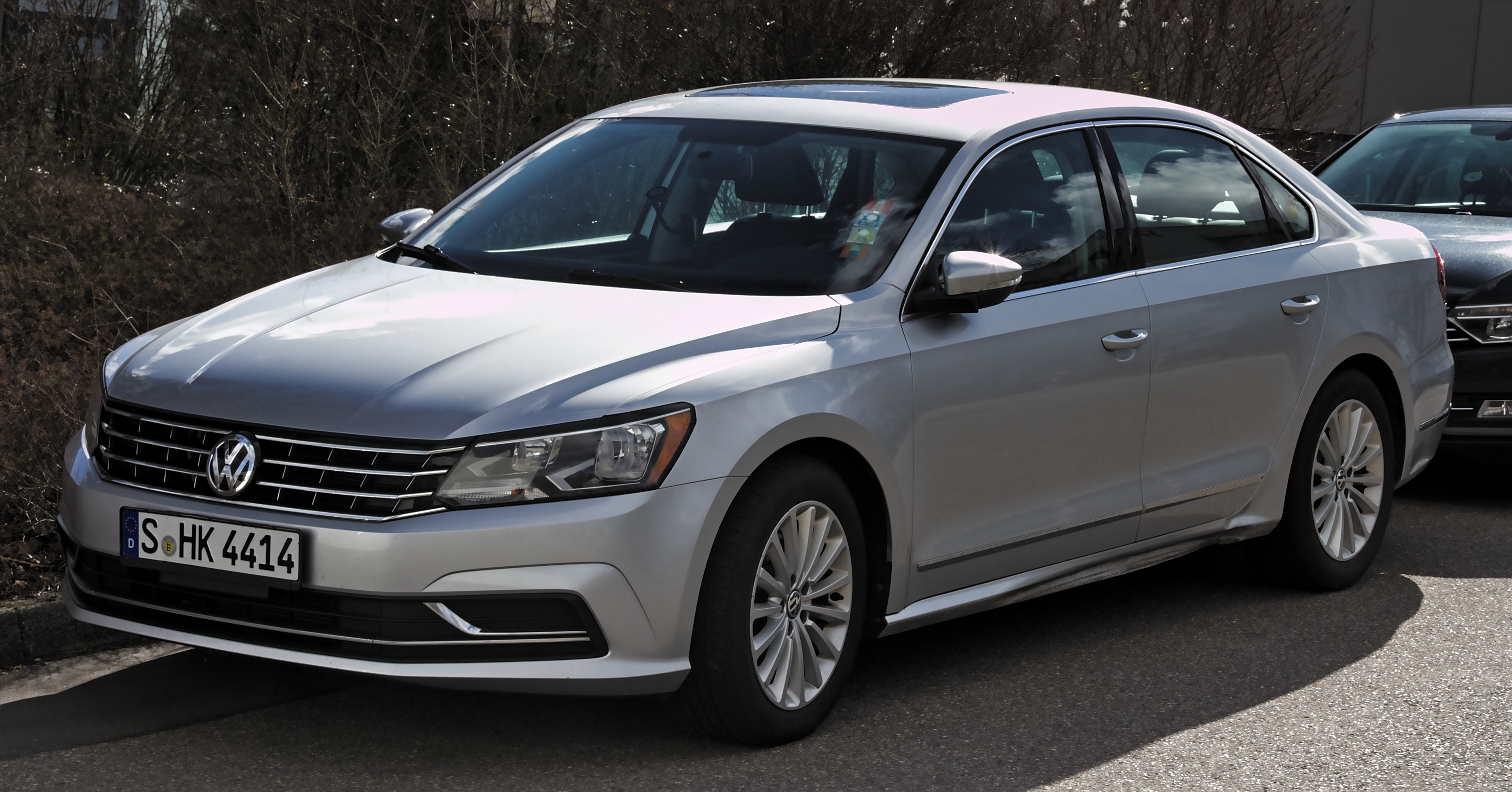
VW Passat NMS (2015–2019)
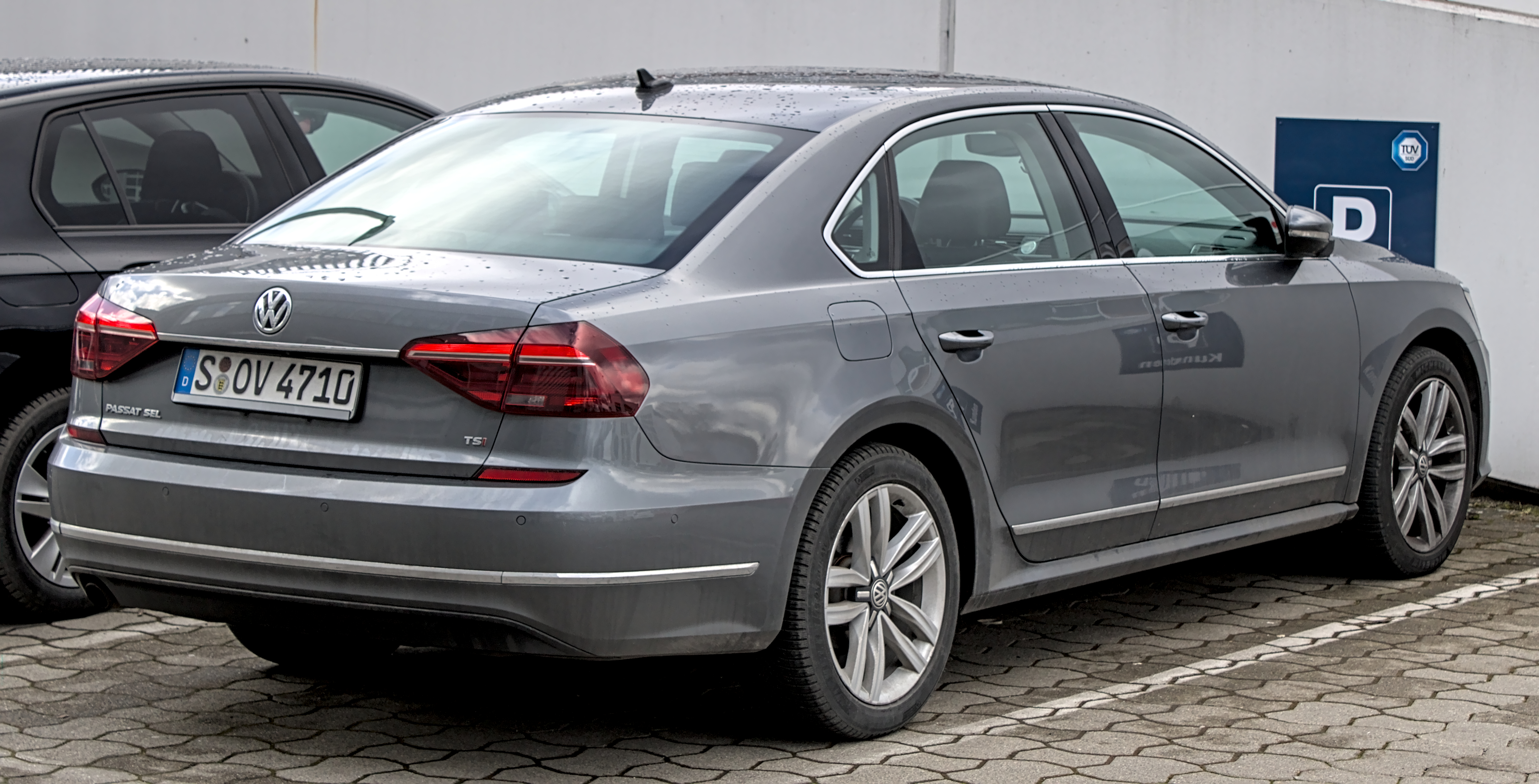
Heckansicht
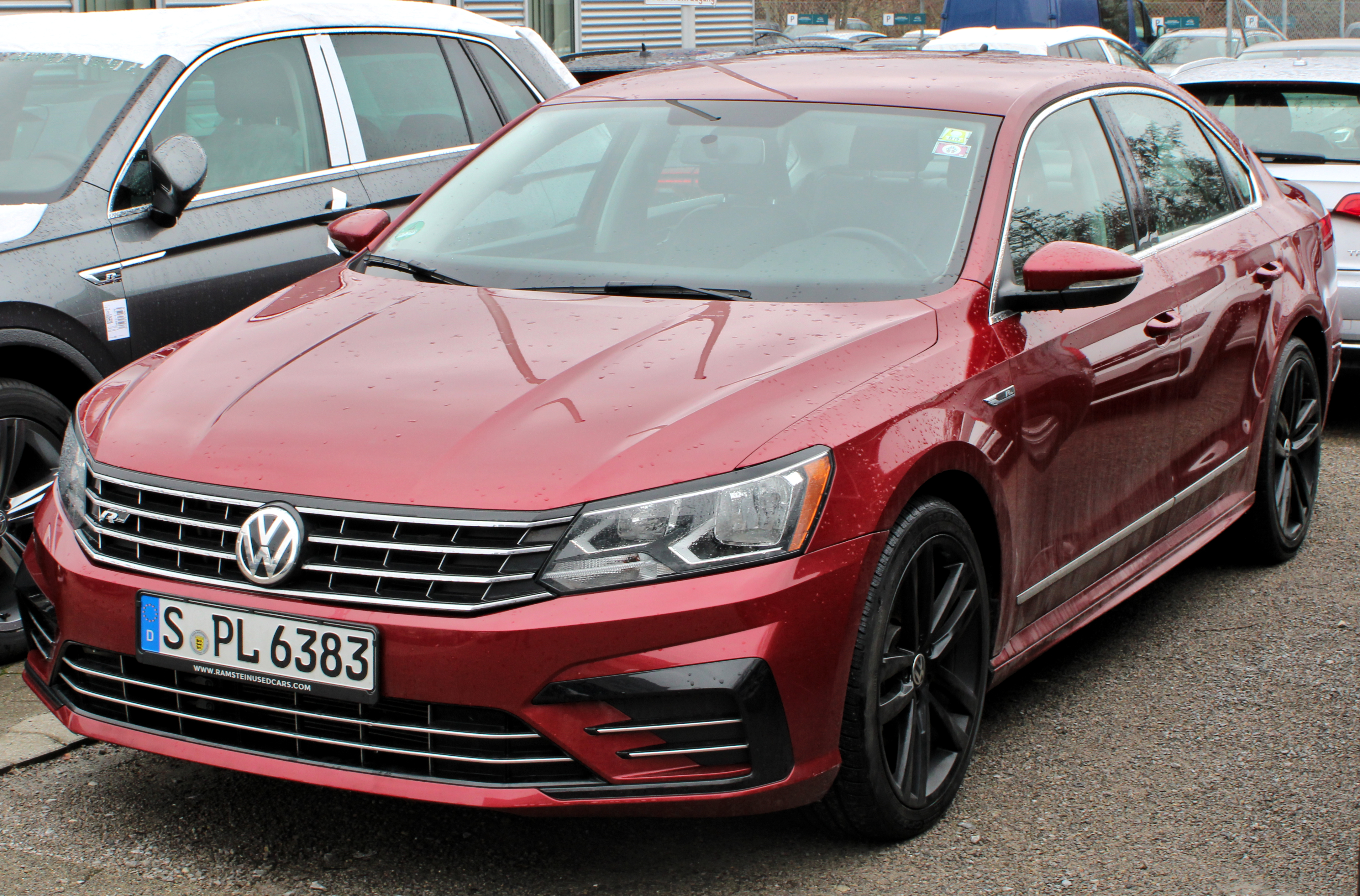
VW Passat NMS R-Line (2015–2019)

### Technische Daten
|                            | 1.8 TSI                    | 2.0 TSI                    | 2.5                        | 3.6 V6                           | 2.0 TDI                          | 1.4 TSI                            | 1.4 TSI                            | 1.8 TSI                          | 1.8 TSI                          | 2.0 TSI                          | 2.0 TSI                          | 3.0 V6                           | 1.8 TSI                     | 2.0 TSI                     |
| Verkaufsort                | USA                        | USA                        | USA                        | USA                              | USA                              | China                              | China                              | China                            | China                            | China                            | China                            | China                            | Südkorea                    | Südkorea                    |
| Bauzeitraum                | 2014–2017                  | 2017–2019                  | 2011–2014                  | 2011–2018                        | 2011–2015                        | 2011–2015                          | 2016–2018                          | 2011–2015                        | 2016–2018                        | 2011–2015                        | 2016–2018                        | 2011–2017                        | 2012–2017                   | 2017–2019                   |
| Motorkenndaten             |                            |                            |                            |                                  |                                  |                                    |                                    |                                  |                                  |                                  |                                  |                                  |                             |                             |
| Motortyp                   | R4-Ottomotor               | R4-Ottomotor               | R5-Ottomotor               | VR6-Ottomotor                    | R4-Dieselmotor                   | R4-Ottomotor                       | R4-Ottomotor                       | R4-Ottomotor                     | R4-Ottomotor                     | R4-Ottomotor                     | R4-Ottomotor                     | VR6-Ottomotor                    | R4-Ottomotor                | R4-Ottomotor                |
| Hubraum                    | 1798 cm³                   | 1984 cm³                   | 2480 cm³                   | 3595 cm³                         | 1968 cm³                         | 1390 cm³                           | 1390 cm³                           | 1798 cm³                         | 1798 cm³                         | 1984 cm³                         | 1984 cm³                         | 2975 cm³                         | 1797 cm³                    | 1984 cm³                    |
| max. Leistung bei min−1    | 125 kW (170 PS) / 4800     | 130 kW (177 PS) / 5000     | 125 kW (170 PS) / 5700     | 206 kW (280 PS) / 6200           | 103 kW (140 PS) / 4000           | 96 kW (131 PS) / 5000              | 110 kW (150 PS) / 5000             | 118 kW (160 PS) / 4500–6200      | 132 kW (179 PS) / 4300–6250      | 147 kW (200 PS) / 5100–6000      | 162 kW (220 PS) / 4500–6200      | 184 kW (250 PS) / 6400           | 125 kW (170 PS) / 4800–6200 | 130 kW (177 PS) / 4250–5500 |
| max. Drehmoment bei min−1  | 249 Nm bei 1500–4750       | 249 Nm bei 1500            | 240 Nm bei 4250            | 350 Nm bei 2500                  | 320 Nm bei 1500                  | 220 Nm bei 1750–3500               | 250 Nm bei 1750–3000               | 250 Nm bei 1500–4500             | 300 Nm bei 1450–4100             | 280 Nm bei 1700–5000             | 350 Nm bei 1500–4400             | 310 Nm bei 3500                  | 249 Nm bei 1500–4750        | 250 Nm bei 1450–4200        |
| Kraftübertragung           |                            |                            |                            |                                  |                                  |                                    |                                    |                                  |                                  |                                  |                                  |                                  |                             |                             |
| Antrieb, serienmäßig       | Vorderradantrieb           | Vorderradantrieb           | Vorderradantrieb           | Vorderradantrieb                 | Vorderradantrieb                 | Vorderradantrieb                   | Vorderradantrieb                   | Vorderradantrieb                 | Vorderradantrieb                 | Vorderradantrieb                 | Vorderradantrieb                 | Vorderradantrieb                 | Vorderradantrieb            | Vorderradantrieb            |
| Getriebe, serienmäßig      | 6-Stufen-Automatikgetriebe | 6-Stufen-Automatikgetriebe | 6-Stufen-Automatikgetriebe | 6-Stufen-Doppelkupplungsgetriebe | 6-Stufen-Doppelkupplungsgetriebe | 5-Gang-Schaltgetriebe              | 5-Gang-Schaltgetriebe              | 7-Stufen-Doppelkupplungsgetriebe | 7-Stufen-Doppelkupplungsgetriebe | 6-Stufen-Doppelkupplungsgetriebe | 6-Stufen-Doppelkupplungsgetriebe | 6-Stufen-Doppelkupplungsgetriebe | 6-Stufen-Tiptronic          | 6-Stufen-Tiptronic          |
| Getriebe, optional         | –                          | –                          | –                          | –                                | –                                | (7-Stufen-Doppelkupplungsgetriebe) | (7-Stufen-Doppelkupplungsgetriebe) | –                                | –                                | –                                | –                                | –                                | –                           | –                           |
| Messwerte                  |                            |                            |                            |                                  |                                  |                                    |                                    |                                  |                                  |                                  |                                  |                                  |                             |                             |
| Höchstgeschwindigkeit      | 190 km/h                   |                            | 190 km/h                   | 209 km/h                         |                                  | 200 km/h                           | 215 km/h                           | 210 km/h                         | 225 km/h                         | 230 km/h                         | 238 km/h                         | 238 km/h                         | 190 km/h                    | 190 km/h                    |
| Beschleunigung, 0–100 km/h | 8,0 s                      |                            | 8,5 s                      | 6,5 s                            | 9,1 s                            | 10,4 s (10,3 s)                    | 9,1 s (9,3 s)                      | 9,0 s                            | 8,5 s                            | 8,0 s                            | 7,4 s                            | 7,4 s                            | 8,7 s                       | 8,6 s                       |
| Leergewicht                | 1465 kg                    |                            |                            | 1579 kg                          | 1540 kg                          | 1435 kg (1460 kg)                  | 1455 kg (1495 kg)                  | 1520 kg                          | 1580 kg                          | 1550 kg                          | 1600 kg                          | 1655 kg                          | 1515 kg                     | 1555 kg                     |

## 2. Generation (2018–2024)
Trotz der optischen Ähnlichkeit sind mit der zweiten Generation die in Chattanooga gebaute US-Version und die in Nanjing gebaute China-Version zwei komplett unterschiedliche Modelle. Während der US-Passat weiterhin auf der Plattform des Vorgängermodells aufbaut, nutzt der China-Passat nun die modernere MQB-Plattform. In Südkorea wird der Passat seit 2019 nicht mehr angeboten. Im Dezember 2021 lief die Produktion in den Vereinigten Staaten ersatzlos aus. Aus diesem Anlass präsentierte Volkswagen im Juli 2021 das auf 1973 Exemplare limitierte Sondermodell Limited Edition. Für den chinesischen Passat wurde im August 2024 auf der Chengdu Auto Show das Nachfolgemodell VW Passat Pro vorgestellt.

### US-Version (2019–2021)

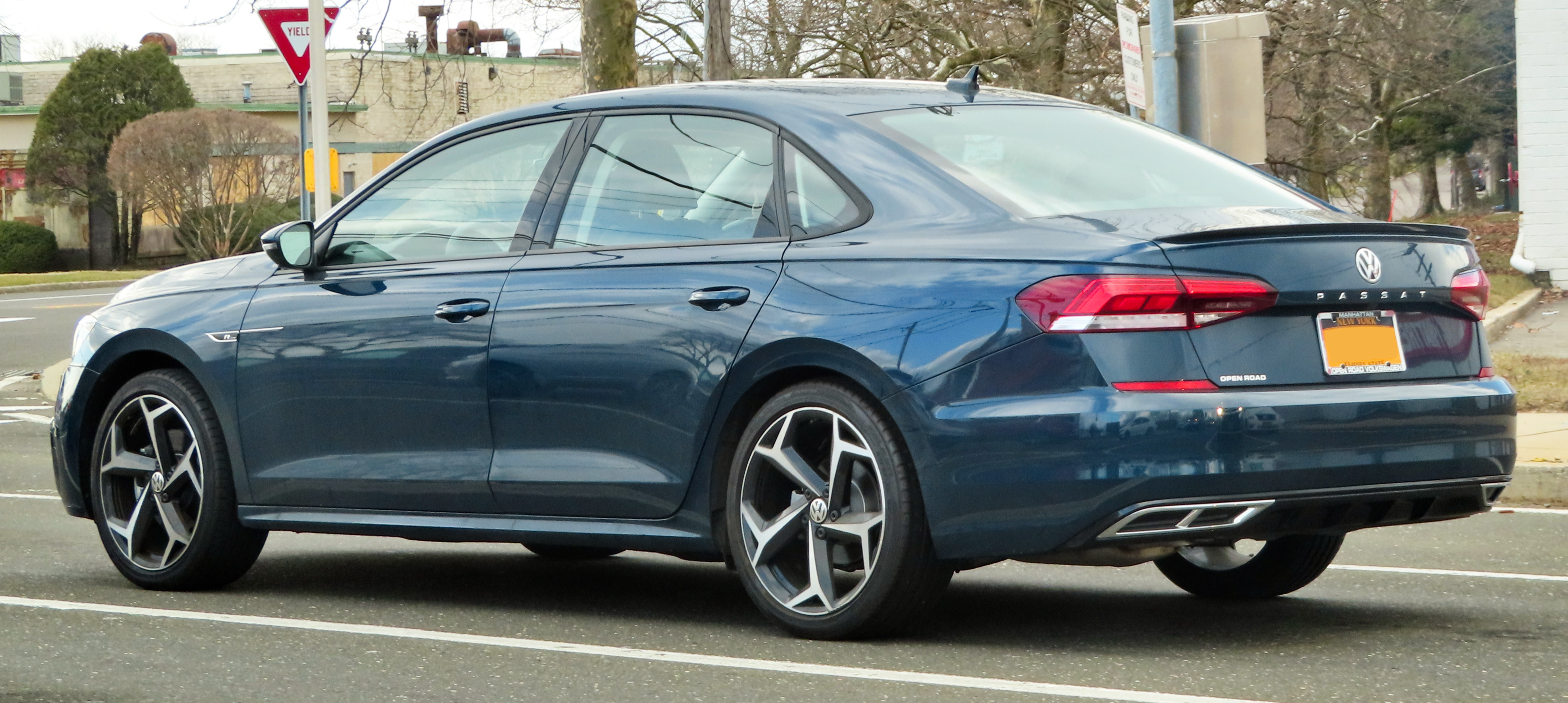
Heckansicht

Die Version für das Modelljahr 2020 präsentierte Volkswagen im Januar 2019 im Rahmen der North American International Auto Show. Technisch unterscheidet sich das Modell nur geringfügig vom Vorgängermodell. Optisch wurden jedoch alle Karosserieelemente außer dem Dach überarbeitet. Zum Marktstart war ausschließlich der schon aus dem Vorgängermodell bekannte Zweiliter-Ottomotor mit 130 kW (177 PS) erhältlich.

#### Technische Daten
|                                | 2.0 TSI                              |
| Bauzeitraum                    | 11/2019–12/2021                      |
| Motorkenndaten                 |                                      |
| Motortyp                       | R4-Ottomotor                         |
| Hubraum                        | 1984 cm³                             |
| max. Leistung bei min−1        | 130 kW (177 PS) / 5000               |
| max. Drehmoment bei min−1      | 279 Nm bei 4250                      |
| Kraftübertragung               |                                      |
| Antrieb, serienmäßig           | Vorderradantrieb                     |
| Getriebe, serienmäßig          | 6-Stufen-Automatikgetriebe von Aisin |
| Messwerte                      |                                      |
| Höchstgeschwindigkeit          | k. A.                                |
| Beschleunigung, 0–100 km/h     | k. A.                                |
| Leergewicht                    | 1508 kg                              |
| Kraftstoffverbrauch auf 100 km | 8,7 l Super                          |
| Tankinhalt                     | 70 l                                 |

### China-Version (2018–2024)
In China wurde im Oktober 2018 die zweite Generation vorgestellt. Im Gegensatz zum Vorgängermodell und auch der zweiten Generation in den Vereinigten Staaten baut diese Variante nun auf dem Modularen Querbaukasten auf. Diese hat den gleichen Radstand wie die dritte Generation des Magotan, ist ansonsten aber etwas größer als letztere. Die Motoren entsprechen denen des Magotan. Wie beim Magotan war auch im Passat NMS ab Dezember 2019 ein Plug-in-Hybrid-Antrieb erhältlich. Im Mai 2021 wurde eine überarbeitete Version der Baureihe vorgestellt.

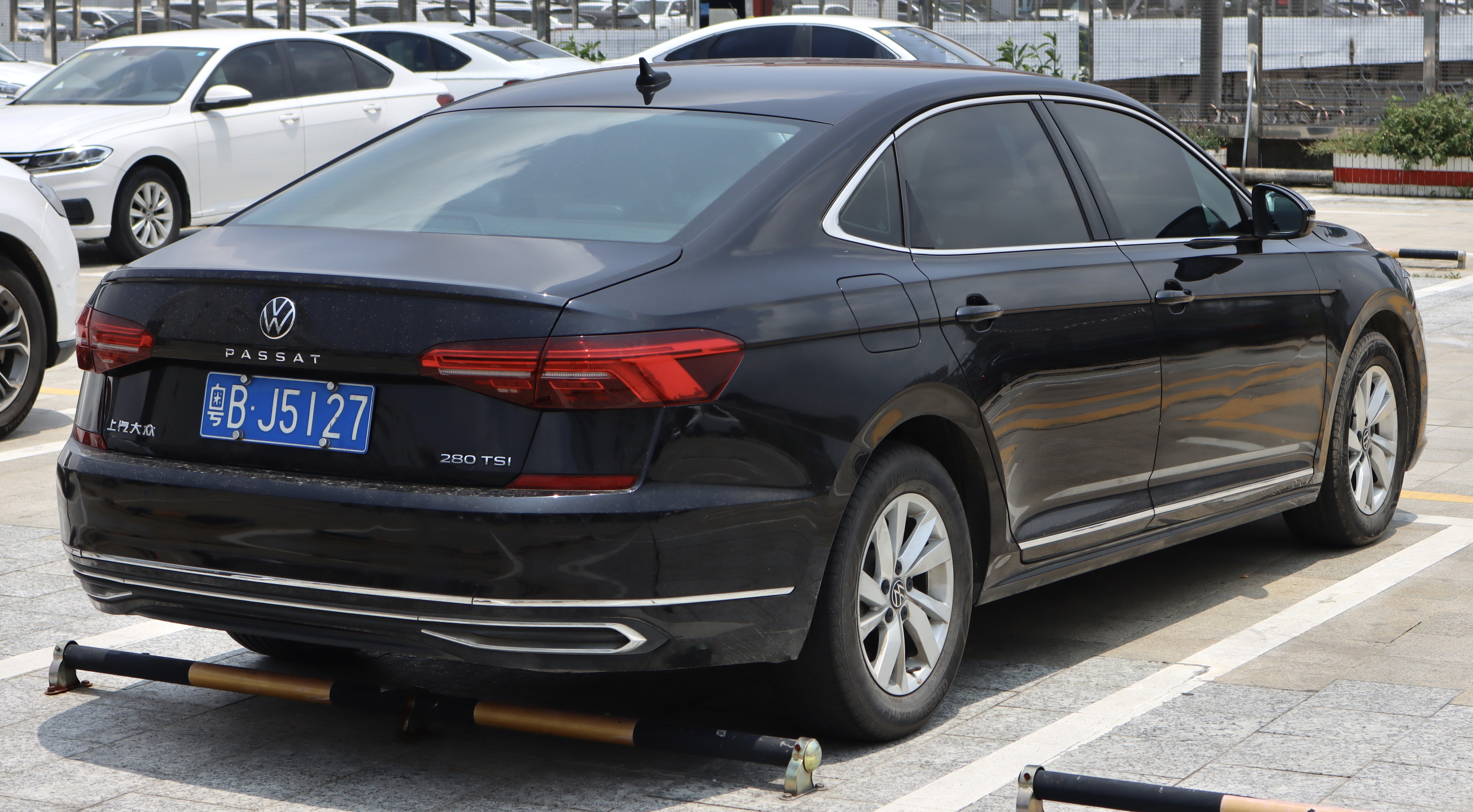
Heckansicht
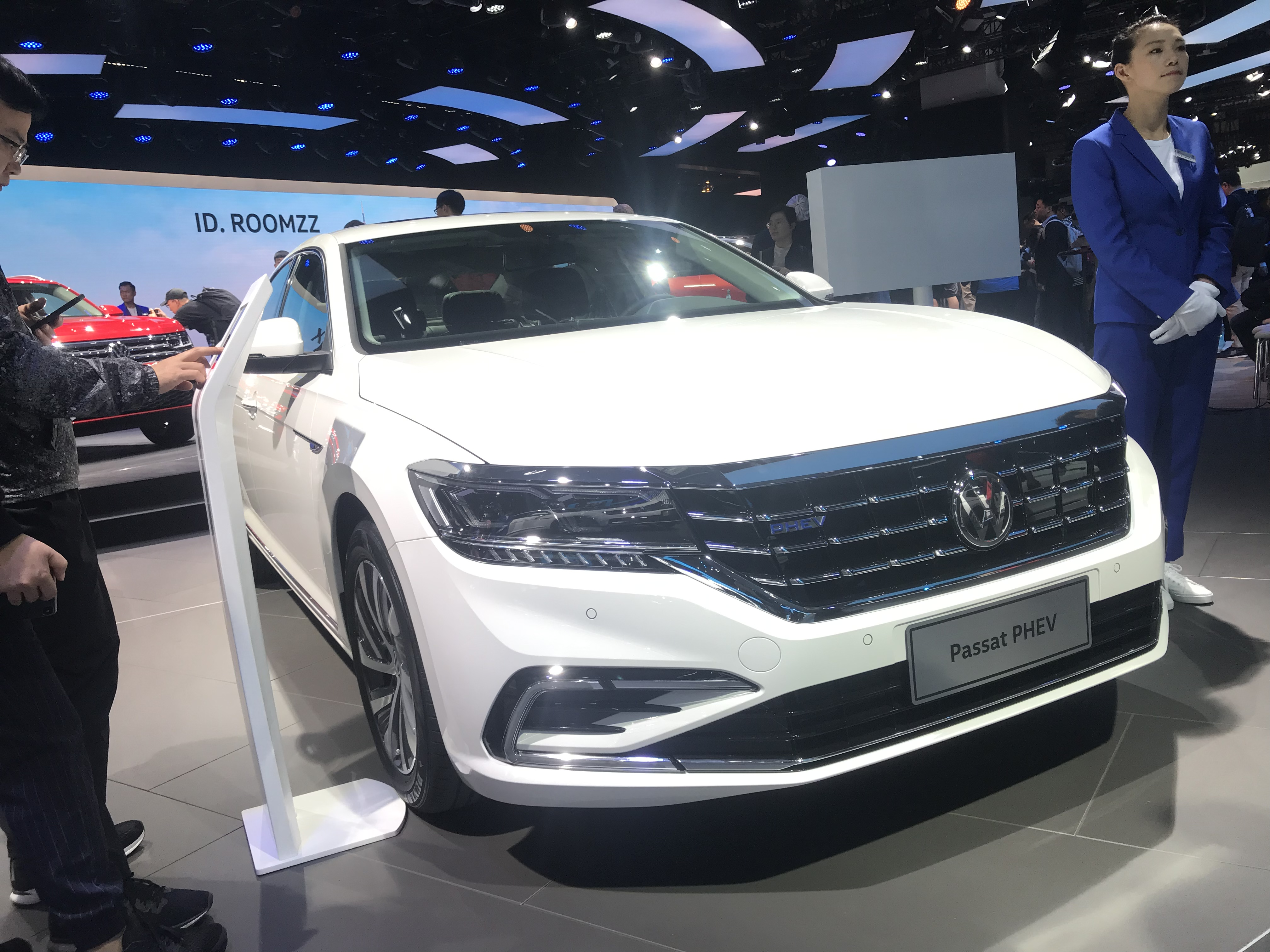
VW Passat NMS PHEV (2019–2021)
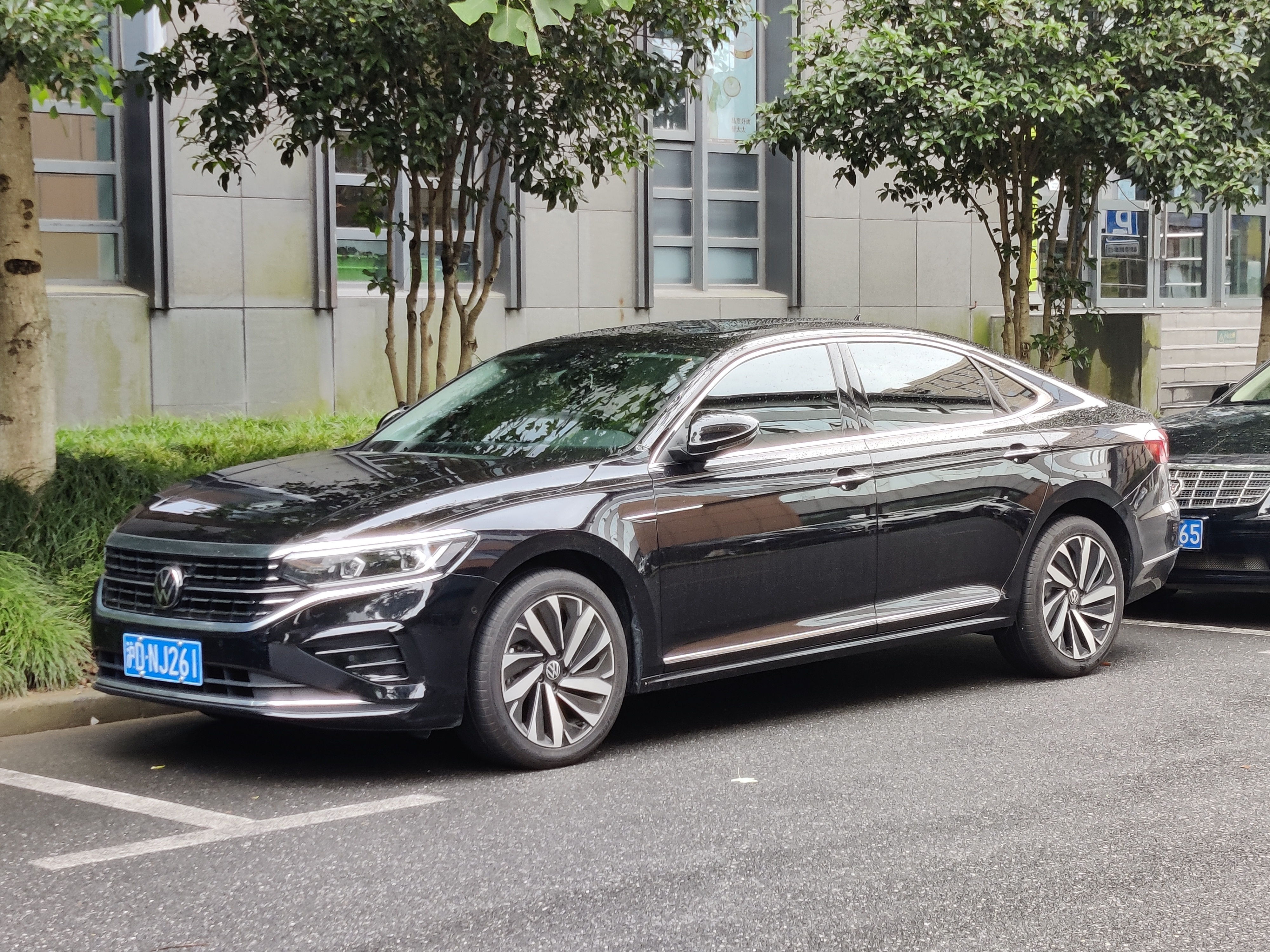
VW Passat NMS (2021–2024)
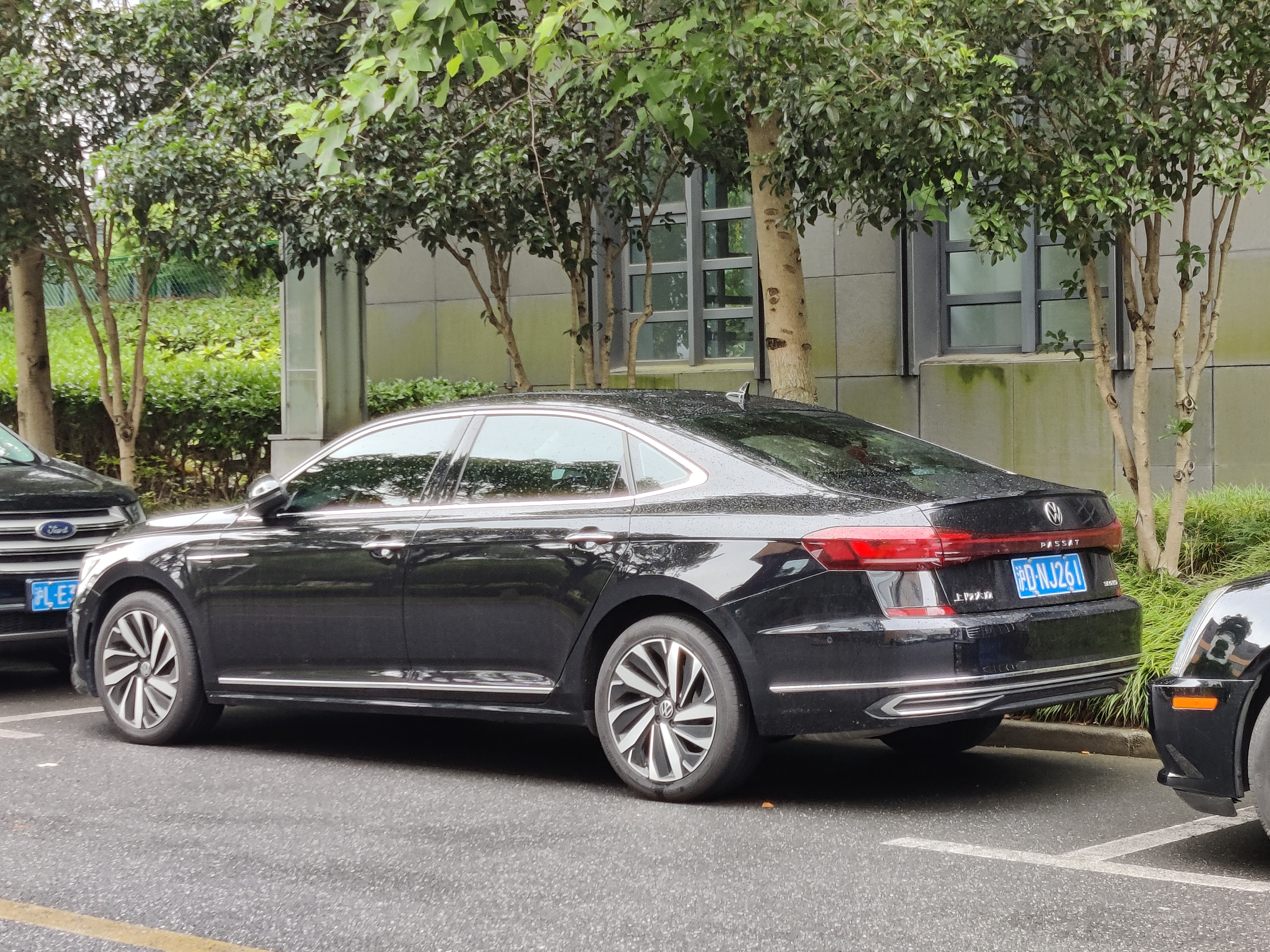
Heckansicht

#### Technische Daten
|                                | 280 TSI                          | 280 TSI                          | 330 TSI                          | 330 TSI                          | 380 TSI                          | 380 TSI                          | 430 PHEV                         |
| Bauzeitraum                    | 10/2018–03/2023                  | 03/2023–09/2024                  | 10/2018–03/2023                  | 03/2023–09/2024                  | 10/2018–03/2023                  | 03/2023–09/2024                  | 12/2019–09/2024                  |
| Motorkenndaten                 |                                  |                                  |                                  |                                  |                                  |                                  |                                  |
| Motortyp                       | R4-Ottomotor                     | R4-Ottomotor                     | R4-Ottomotor                     | R4-Ottomotor                     | R4-Ottomotor                     | R4-Ottomotor                     | R4-Ottomotor + Elektromotor      |
| Hubraum                        | 1395 cm³                         | 1395 cm³                         | 1984 cm³                         | 1984 cm³                         | 1984 cm³                         | 1984 cm³                         | 1395 cm³                         |
| max. Leistung bei min−1        | 110 kW (150 PS) / 5000           | 110 kW (150 PS) / 5000           | 137 kW (186 PS) / 4100–6000      | 137 kW (186 PS) / 4150–6000      | 162 kW (220 PS) / 4500–6200      | 162 kW (220 PS) / 4900–6700      | 155 kW (211 PS) / 5500–6000 (1)  |
| max. Drehmoment bei min−1      | 250 Nm bei 1750–3000             | 250 Nm bei 1750–3000             | 320 Nm bei 1500–4000             | 320 Nm bei 1500–4050             | 350 Nm bei 1500–4400             | 350 Nm bei 1600–4300             | 400 Nm bei 1750–3000 (2)         |
| Kraftübertragung               |                                  |                                  |                                  |                                  |                                  |                                  |                                  |
| Antrieb, serienmäßig           | Vorderradantrieb                 | Vorderradantrieb                 | Vorderradantrieb                 | Vorderradantrieb                 | Vorderradantrieb                 | Vorderradantrieb                 | Vorderradantrieb                 |
| Getriebe, serienmäßig          | 7-Stufen-Doppelkupplungsgetriebe | 7-Stufen-Doppelkupplungsgetriebe | 7-Stufen-Doppelkupplungsgetriebe | 7-Stufen-Doppelkupplungsgetriebe | 7-Stufen-Doppelkupplungsgetriebe | 7-Stufen-Doppelkupplungsgetriebe | 6-Stufen-Doppelkupplungsgetriebe |
| Messwerte                      |                                  |                                  |                                  |                                  |                                  |                                  |                                  |
| Höchstgeschwindigkeit          | 210 km/h                         | 210 km/h                         | 210 km/h                         | 210 km/h                         | 210 km/h                         | 210 km/h                         | 200 km/h                         |
| Beschleunigung, 0–100 km/h     | 9,3 s                            | 9,1 s                            | 8,4 s                            | 8,4 s                            | 7,4 s                            | 7,4 s                            | 7,7–7,8 s                        |
| Leergewicht                    | 1455 kg                          | 1485 kg                          | 1575 kg                          | 1600 kg                          | 1595 kg                          | 1620 kg                          | 1730 kg                          |
| Kraftstoffverbrauch auf 100 km | 5,6–5,7 l Super                  | 6,1 l Super                      | 6,3 l Super                      | 6,4 l Super                      | 6,7 l Super                      | 6,9 l Super                      | 1,4–1,6 l Super                  |
| Tankinhalt                     | 69 l                             | 69 l                             | 69 l                             | 69 l                             | 69 l                             | 69 l                             | 50 l                             |